# Linnenweverspoortje

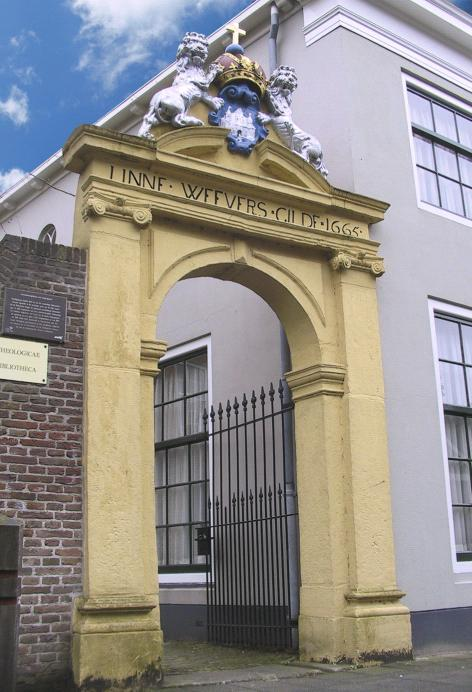
Het Linnenweverspoortje (1665)

Het Linnenweverspoortje is een poort uit 1665 en vormt de toegang tot een voormalige kloostertuin aan de Groenestraat in de Nederlandse stad Kampen.
Nadat de geestelijken uit het klooster waren vertrokken, heeft het gebouw onder meer dienstgedaan als ontmoetingsplek voor leden van het gilde van linnenwevers. Deze hebben in 1665 het toegangspoortje opgetrokken.
In het verleden vormde de poort de toegang tot de universiteitsbibliotheek van de Theologische Universiteit Kampen.